# 热振·单增晋美土多旺秋
热振·单增晋美土多旺秋（藏語：བསྟན་འཛིན་འཇིགས་མེད་ཐུབ་བསྟན་དབང་ཕྱུག་，威利转写：bstan 'dzin 'jigs med thub bstan dbang phyug，藏语拼音：Tenzin Jigme Thutob Wangchuk；1948年—1997年2月13日），男，藏族，西藏拉萨人，第六世热振活佛（世数的说明见热振活佛）。

## 生平
热振·单增晋美土多旺秋于1948年藏历十二月十二日出生在拉萨。3岁时被认定为五世热振的转世灵童。1955年坐床，正式接受“热振阿晋图·诺门罕”称号，成为热振活佛。1956年，中国佛教协会西藏分会成立，他被任命为常务理事。1960年代初，曾经两次到北京，受到毛泽东、刘少奇、周恩来等中央领导人接见。此后，历任中国佛教协会常务理事、西藏自治区政协常委、中国佛教协会西藏分会副会长、拉萨市佛教协会会长等职。
1997年2月13日，热振·单增晋美土多旺秋于热振寺圆寂。享年50岁。

## 著作
- 《热振寺的变迁》[2]
- 《历世热振活佛》[2]